# Mistrovství Československa v krasobruslení 1976
Mistrovství Československa v krasobruslení 1976 se konalo 3. ledna a 4. ledna 1976 v Praze v hale na Nikolajce.

## Medaile
| Kategorie      | Zlato                        | Zlato       | Stříbro                 | Stříbro     | Bronz                   | Bronz       |
| Muži           | Miroslav Šoška               | 10 - 136,16 | Zdeněk Pazdírek         | 11 - 135,30 | Zelenka                 | 23 - 129,20 |
| Ženy           | Hana Knapová                 | 7 - 136,66  | Eva Ďurišinová          | 14 - 129,20 | Renata Baierová         | 25 - 118,08 |
| Sportovní páry | Ingrid Spieglová Alan Spiegl | 5 - 68,80   | Jana Blahová Luděk Feňo | 10 - 64,45  | Thýnová Burian          | 15 - 61,85  |
| Taneční páry   | Eva Peštová Jiří Pokorný     | 5 - 100,36  | Vránová Budík           | 10 - 91,04  | Eva Štolfová Jan Barták | 15 - 86,14  |

- čísla udávají celkové hodnocení, první za přednes a druhá počet bodů